# Pincourt
Pincourt ist eine Stadt im Südwesten der kanadischen Provinz Québec. Sie liegt in der Verwaltungsregion Montérégie, etwa 35 Kilometer westlich des Zentrums von Montreal. Pincourt gehört zur regionalen Grafschaftsgemeinde (municipalité régionale du comté) Vaudreuil-Soulanges, hat eine Fläche von 7,11 km² und zählt 14.558 Einwohner (Stand: 2016).

## Geographie
Das Gemeindegebiet von Pincourt liegt im westlichen Teil der Île Perrot. Diese Insel im Hochelaga-Archipel wird von zwei Mündungsarmen des Ottawa umflossen. Nachbargemeinden auf der Insel sind Terrasse-Vaudreuil im Norden, L’Île-Perrot im Nordosten und Notre-Dame-de-l’Île-Perrot im Osten. Jenseits des westlichen Mündungsarms des Ottawa River liegt die Gemeinde Vaudreuil-Dorion.

## Geschichte
Jean Talon, der erste Intendant von Neufrankreich, übertrug die Insel im Jahr 1672 als Seigneurie an den Offizier François-Marie Perrot, den damaligen Gouverneur von Montreal. Zahlreiche Voyageurs und Seefahrer, die im Pelzhandel tätig waren, rasteten auf ihren Reisen am Westufer der Insel, wo sich ein Kiefernwald befand. Der Rastplatz bei den „kurzen Kiefern“ (frz. pins courts) war weitherum bekannt, weshalb sich allmählich die Ortsbezeichnung Pincourt herausbildete. 1856 wurde die Eisenbahnstrecke der Grand Trunk Railway zwischen Montreal und Toronto eröffnet, was einen Entwicklungsschub auslöste. Ein Jahr zuvor erfolgte die Gründung der Kirchgemeinde Sainte-Jeanne-Chantal-de-l’Isle-Perrot, welche die gesamte Insel umfasste. Aus dieser wurde 1946 die Gesamtgemeinde Île-Perrot, die jedoch nur wenige Jahre Bestand hatte. Pincourt spaltete sich 1950 als neue eigenständige Gemeinde ab und erhielt 1959 den Stadtstatus. Seit 2000 ist die Stadt Mitglied des Gemeindeverbandes Communauté métropolitaine de Montréal.

## Bevölkerung
Gemäß der Volkszählung 2011 zählte Pincourt 14.305 Einwohner, was einer Bevölkerungsdichte von 1897 Einw./km² entspricht. 49,0 % der Bevölkerung gaben Französisch als Hauptsprache an, der Anteil des Englischen betrug 34,9 %. Als zweisprachig (Französisch und Englisch) bezeichneten sich 2,0 %, auf andere Sprachen und Mehrfachantworten entfielen 14,1 %. Ausschließlich Französisch sprachen 18,4 %. Im Jahr 2001 waren 75,6 % der Bevölkerung römisch-katholisch, 15,8 % protestantisch und 6,9 % konfessionslos.

## Verkehr

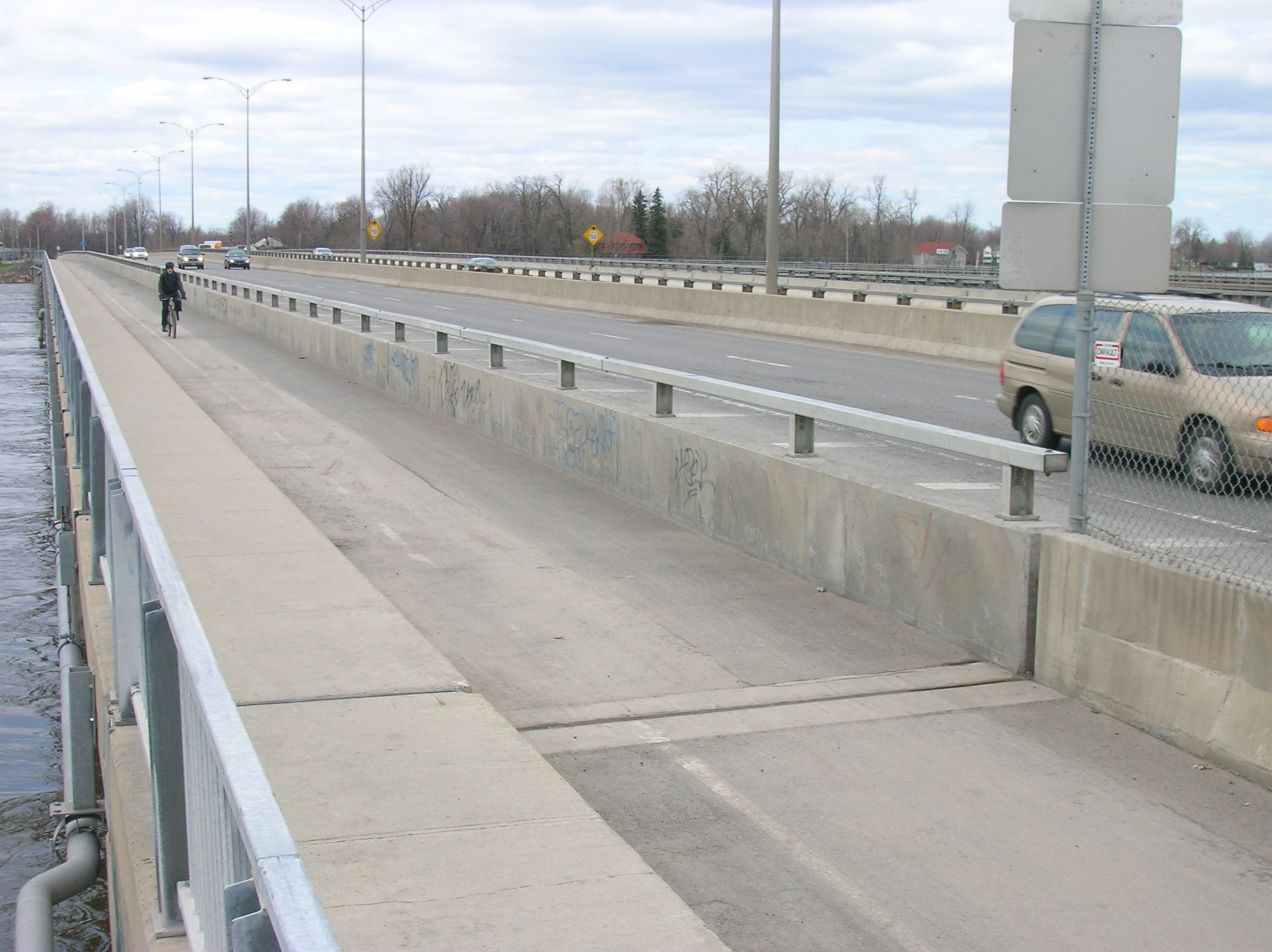
Die Taschereaubrücke

Der nördlichen Stadtgrenze entlang verläuft die Autoroute 20, die Autobahn zwischen Montreal und Toronto. Neben dem Bahnhof gibt es eine voll ausgebaute Anschlussstelle, während im östlichen Abschnitt, der als Hauptstraße klassifiziert ist, eine ebenerdige Kreuzung mit Ampeln existiert. Über die Pont Taschereau erreicht die Autoroute 20 die Nachbargemeinde Vaudreuil-Dorion.
Parallel zur Autobahn verlaufen zwei doppelspurige Eisenbahnstrecken der Canadian National Railway und der Canadian Pacific Railway, mit je einer separaten Brücke über den Ottawa River. Pincourt teilt sich mit Terrasse-Vaudreuil einen Bahnhof an der exo-Vorortseisenbahnlinie, die vom Montrealer Bahnhof Lucien-L’Allier nach Vaudreuil-Dorion und Hudson führt. Die Feinerschließung auf der Insel übernehmen mehrere exo-Buslinien.